# 生毛樹
生毛樹，是臺灣嘉義縣梅山鄉的一個傳統地域名稱，位於該鄉中部偏東。相較於今日行政區，其範圍大致包括瑞峰村、瑞里村北半部。

## 歷史
台灣日治初期，生毛樹地區為一（舊制）街庄，稱為「生毛樹庄」，隸屬於打貓東頂堡。該庄北與草藔庄為鄰，東及南與科仔林庄為鄰，西南邊邊為金獅藔庄、大坪庄，西北邊為龍眼林庄。
1901年（日治明治三十四年）11月，全台設置二十廳，該庄隸屬於嘉義廳。1904年（明治三十七年）2月，該庄編入「大坪區」，隸屬於嘉義廳。1909年（明治四十二年）10月，合併二十廳為十二廳，該庄改編入「梅仔坑區」，仍隸屬於嘉義廳。1920年（大正九年），廢十二廳改設五州二廳，該庄改制為「生毛樹」大字，隸屬於臺南州嘉義郡小梅庄（新制街庄）。
戰後小梅庄改制為小梅鄉，隸屬於臺南縣，大字亦改制為村。1946年6月21日，小梅鄉改名梅山鄉。1950年雲、嘉、南分治，梅山鄉改隸屬於嘉義縣。

## 聚落
本地區發展較早的聚落有二坪仔、牛磨角、生毛樹（瑞峰）、新興藔、九芎坪、坔埔、大磘、幼葉林（瑞里）、溪坪等，在日治期初期的官方地圖上已有記載。

## 交通
縣道162甲線是梅山鄉圳頭（實際起點在梅山市區）至太和的道路，全線皆在梅山鄉境內，經過本地區二坪仔、生毛樹等聚落。由該道路（大方向）西行可前往梅山市區，並止於縣道149號轉角路口，東行可前往科子林地區，並止於太和聚落西邊的縣道169號路口。
縣道166號是東石鄉東石市區至梅山鄉瑞里的道路，其東側端點（終點）位於本地區東部偏南的縣道162甲線路口。由此（大方向）西行經瑞里聚落可前往竹崎鄉、民雄鄉、新港鄉、六腳鄉、東石鄉，並止於縣道168號轉角路口。

## 學校
- 瑞峰國小
- 瑞里國小

## 景點
- 瑞里風景區
- 瑞峰風景區
  - 龍宮瀑布
  - 雷音瀑布